# Caillouet-Orgeville

Caillouet-Orgeville este o comună în departamentul Eure, Franța. În 1 ianuarie 2022 avea o populație de 490 de locuitori.